# Silvius
Sylwiusz (łac. Silvius) – w mitologii rzymskiej król miasta Alba Longa, syn Lawinii i Eneasza, ojciec Eneasza Sylwiusza i Brutusa. Podobno urodził się przypadkiem w lesie (być może stąd pochodzi jego imię, gdyż słowo silva oznacza las). Według Liwiusza każdy kolejny król Alby po śmierci Latynusa Sylwiusza nosił przydomek wywodzący się od jego imienia.